# Milichia posticata
Milichia posticata är en tvåvingeart som beskrevs av Becker 1907. Milichia posticata ingår i släktet Milichia och familjen sprickflugor. Inga underarter finns listade i Catalogue of Life.